# Jean-René Jannot
Jean-René Jannot (* 1936) ist ein französischer Archäologe und Etruskologe.

## Leben und Werk
Jean-René Jannot studierte Geschichts-  und Altertumswissenschaften an der Sorbonne in Paris. Seine Professoren waren u. a. Jacques Heurgon, Alain Hus und Raymond Bloch. Später absolvierte er an der Sorbonne die Zulassungsprüfung für die Lehrtätigkeit an Schulen der Sekundarstufe (Agrégation). 
Ab 1967 entwickelte Jannot ein ausgeprägtes Interesse für Etruskologie und veröffentlichte zahlreiche Artikel und Sachbücher zu diesem Thema. Jannot ist Mitglied im Istituto Nazionale di Studi Etruschi ed Italici. Insbesondere gilt er als Spezialist für die Archäologie im westlichen Mittelmeerraum und hat an zahlreichen Universitäten in Frankreich und im Ausland Vorlesungen und Seminare gegeben. 
Ab 1992 lehrte Jannot an der Universität Nantes als Professor für Klassische Archäologie und Alte Geschichte und begründete dort die Abteilung (Département) für Archäologie und Kunstgeschichte. Später war er Direktor der Ausbildungs- und Forschungseinheit (UFR) für Geschichte, Kunstgeschichte und Archäologie. Daneben war er Mitglied in dem Forschungsteam (UMR) Archéologies d’Orient et d’Occident.
Heute befindet sich Jannot im Ruhestand und hält noch gelegentlich Vorträge.

## Veröffentlichungen (Auswahl)
- Les reliefs archaïques de Chiusi (= Collection de l’École française de Rome 71). Ecole française de Rome, Rom 1984, ISBN 2728300518 (online).
- A la rencontre des Étrusques. Ouest-France, Rennes 1987, ISBN 2737301203.
- Devins, dieux et démons. Regards sur la religion de l’Étrurie antique. Picard, Paris 1998, ISBN 2708405233.

Englische Übersetzung: Religion in Ancient Etruria. The University of Wisconsin Press, Madison 2005, ISBN 0299208400.
- La musica degli etruschi. Herausgegeben von Antonio Quattranni. Massari, Bolsena 2020, ISBN 9788845703379.